# 오렌지 (소프트웨어)
오렌지(Orange)는 오픈 소스 데이터 시각화, 기계 학습, 데이터 마이닝 툴킷이다. 빠른 양적 데이터 분석과 상호작용적 데이터 시각화를 위한 비주얼 프로그래밍 프론트엔드의 기능을 제공한다.

## 확장 기능
- OASYS — ORange SYnchrotron Suite[5]
- scOrange — 단세포 생물통계(single cell biostatistics)
- Quasar — 자연과학의 데이터 분석(data analysis in natural sciences)